# Trempealeau (hrabstwo Trempealeau)
Trempealeau – wieś w Stanach Zjednoczonych, w stanie Wisconsin, w hrabstwie Trempealeau.